# Performers House
Performers House var en international højskole for unge med interesse for musik, dans og teater m.m. Bygningerne, der rummede højskolen Performers House, ligger midt i Silkeborg, på den tidligere Silkeborg Papirfabrik. Den nyopførte hovedbygning, som blev indviet i 2007, er tegnet af arkitekterne Schmidt, Hammer & Lassen, Århus. Højskolen havde desuden til huse i en del af den tidligere papirfabrik - Kedelhuset som i dag er indrettet til spillested.
Performers House var baseret på folkehøjskolens helhedssyn og demokratiopfattelse. Performers House' grundidé var at etablere et udviklings- og dannelses-fællesskab i arbejdet med de kunstneriske processer.
Skolen blev grundlagt i 2007 og lukkede efter en konkurs i 2013. Det var en højskole med lange kurser samt korte kurser om sommeren. Højskolens profil var at fokusere på scene- og anden optræden inden for musik, teater og dans. Fra efteråret 2008 blev der oprettet nye linjer; Nycirkus og Elektronisk Musik.
Performers House afviklede hvert år forskellige kulturelle arrangementer. Væsentligst var Performers Festivalen en tilbagevendende begivenhed; en international festival med forskellige bidrag indenfor musik, dans, teater og nycirkus. 